# 258 (число)
258 (двісті п'ятдесят вісім ) — натуральне число між 257 і 259

## В математиці
258 - це складене число, утворене добутком простих множників 2, 3, та 43.

## В історії
- Роки 258 та 258 р. до н. е.
- U-258 — німецький човен часів Другої світової війни.
- 258-ма піхотна дивізія — військове формування Німеччини часів Другої світової війни

## В астрономії
- IC 258 - галактика в сузір'ї Персей
- NGC 258 - галактика в сузір'ї Андромеда

## В інших галузях
- 258 - телефонний код Республіки Мозамбік